# Oliarus testacea
Oliarus testacea är en insektsart som beskrevs av Walker 1851. Oliarus testacea ingår i släktet Oliarus och familjen kilstritar. Inga underarter finns listade i Catalogue of Life.